# ベルレンガ島
ベルレンガ群島（ポルトガル語: Arquipélago das Berlengas）は、北大西洋のイベリア半島沖合にある群島。ベルレンガ・グランデ島とその周囲の小島からなる。ポルトガル本土から10〜15km沖合にあり、ポルトガルのセントロ地方レイリア県ペニシェに属する。イギリスの船員には伝統的にバーリング群島（the Burlings）として知られていた。人口約30人。

## 地理

ベルレンガ群島の地図（右下がグランデ島、左上がエステラス群島）

ベルレンガ群島はベルレンガ・グランデ島に加えて、北東に約1km離れたベーリャ小山、北西に約2km離れたエステラス群島、北北西に約12km離れたファリリョンエス＝フォルカドス群島からなる。エステラス群島にはエステーラ島、エドラニョン島、メダス島があり、ファリリョンエス＝フォルカドス群島にはファリリョンエス・グランデ島とファリリョン・ダ・コバ島がある。ベルレンガ群島の主島であるベルレンガ・グランデ島は幅1,500m、長さ800mで、最高地点は標高75mである。いくつかのビーチや洞窟があり、とても澄んだ海中にはバリアリーフが形成され、鮮やかな海洋生物が生息している。
夏季には島内が様々な花で満たされる。ベルレンガ・グランデ島の南部、もっともポルトガル本土に近い場所には17世紀に築かれたサン・ジョアン・バプティスタ・ダス・ベルレンガス要塞があり、また島の中央部には1841年に建設された灯台がある。今日ではこの要塞が部分的にレストハウスに転換されている。群島はその固有の動物相（特に海鳥）が評価されている。ベルレンガス自然保護区に指定されており、本土のペニシェおよびカルボエイロ岬、海底谷のナザレ峡谷などを含む海域と共にユネスコの世界生物圏保護区ネットワーク（WNBR）に含まれている。ベルランガ・グランデ島にあるペスカドーレス地区が群島唯一の集落であり、約30人の人口を持つ。夏季には科学者や観光客が島を訪れる。
エステラス群島とファリリョンエス＝フォルカドス群島は無人島の小島であり、建物などは存在しない代わりに、海鳥や多様な生態系の存在で知られている。ベーリャ小山は旧島とも呼ばれ、かつてベルレンガ・グランデ島の一部が分離して形成された小島である。

## 歴史

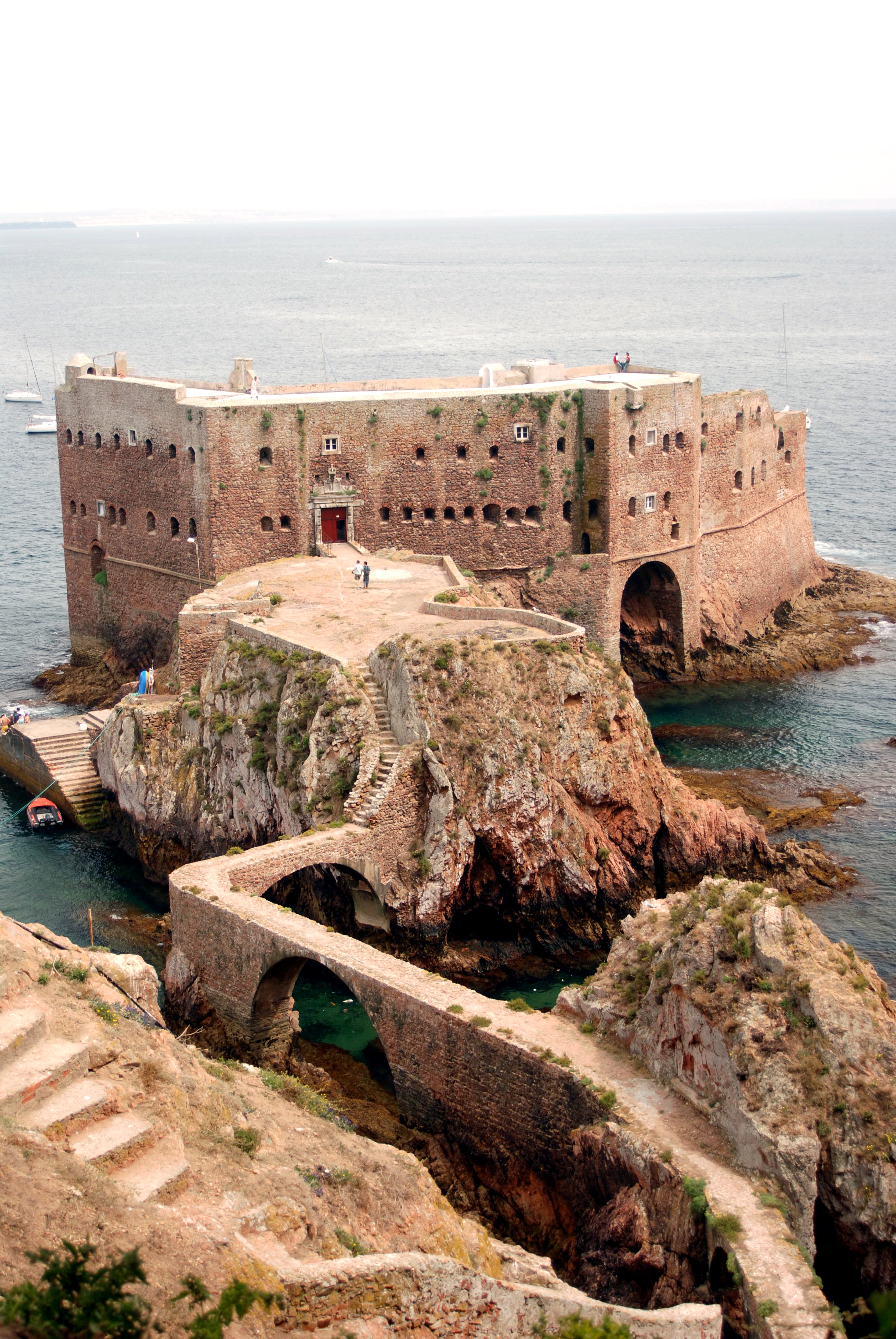
歴史的には流刑地だったサン・ジョアン・バプティスタ要塞

ベルレンガ群島への人類の痕跡は古代に遡り、歴史を通じてベルレンガ・グランデ島にのみ居住者がいた。古代ローマのクラウディオス・プトレマイオスは『地理誌』でベルレンガ群島を「Λονδοβρίς」（Londobris）として言及している。古代ローマの別の地理学者はベルレンガ群島を「Saturno」として言及した。イスラーム教徒、ヴァイキング、イングランドやフランスからの海賊などもベルレンガ群島に現れた。
航海の支援や頻繁に起こる難破船の犠牲者の支援を行うために、1513年にはジョアン2世王妃レオノールの援助を受けて、サン・ジェロニモ修道会の修道士がベルレンガ・グランデ島に集落を建設した。島内にはベルレンガ・ミセリコルディア修道会が設立されたが、病気の蔓延、不変の悪天候による通信手段の欠如や、イングランドやフランスから恒常的にやってくる海賊や私掠船などの影響で、16世紀中には活動の放棄を余儀なくされた。マヌエル1世がベルランガ・グランデ島への要塞の建設を命じたのは1502年のことであるが、16世紀後半に在位したセバスティアン1世はマヌエル1世の命令を訂正している。
17世紀中頃に起こったポルトガル王政復古戦争後、ジョアン4世の治世にペナギオン伯ジョアン・ロドリゲス・デ・サが軍事技師に同行してベルレンガ・グランデ島に滞在すると、彼は1651年に要塞の建設計画を練った。
戦争評議会は沿岸集落の防衛に役立つよう、1651年に修道院の廃墟の解体と解体後の素材を使用した沿岸防衛設備の建設を命じた。1666年までには技師のマテウス・ド・コウトの監督下で要塞の建設が着工したが、同年のベルレンガの戦いでは15隻1,500人からなるスペイン艦隊の攻撃を要塞の中の28人で防ぎきった。アフォンソ6世は被害に遭った要塞の修復を命じ、1678年にはマルケス・ダ・フロンテイラ将軍の指揮下でサン・ジョアン・バプティスタ・ダス・ベルレンガス要塞が完成した。しかし要塞の建設中には北アフリカからやってきたバルバリア海賊の攻撃にも遭っている。

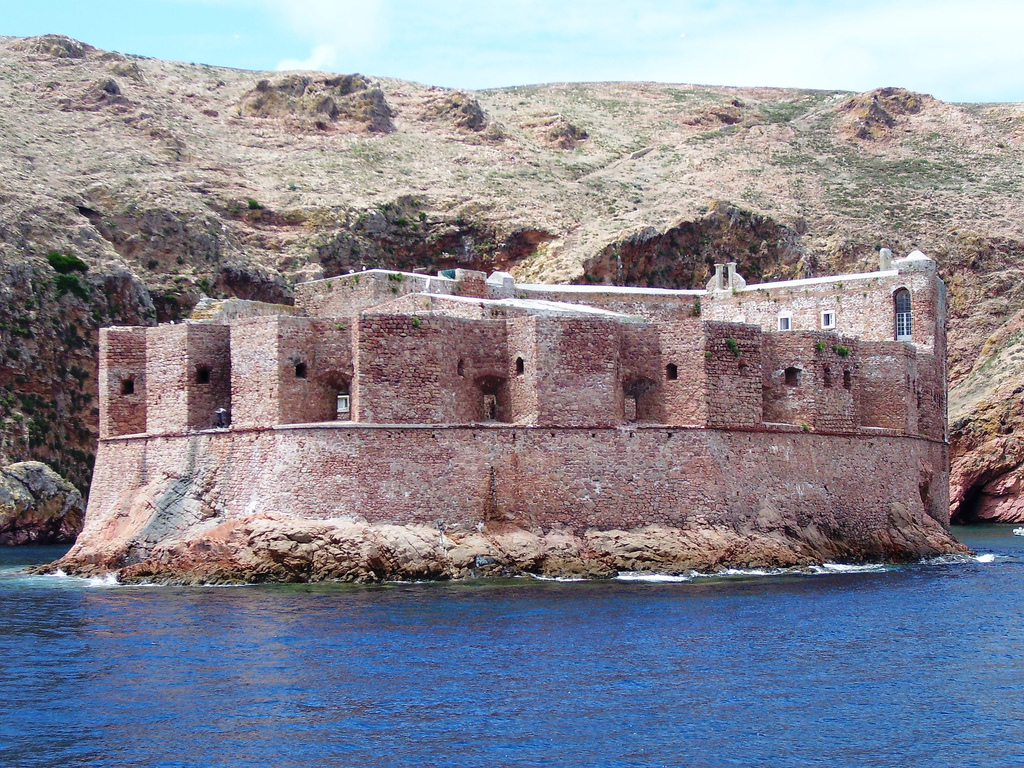
沖合から見たサン・ジョアン・バプティスタ要塞

19世紀にフランス軍がイベリア半島を侵略した半島戦争中にはイギリス軍の駐屯地が置かれたが、後にはフランス軍が要塞を荒らした。1821年にはジョアン6世が要塞の改築を命じ、要塞に礼拝堂が付けくわえられたが、フランス軍の襲撃で全焼した。1820年代後半から1830年代前半のポルトガル内戦中には、ミゲル派が占領していたペニチェ要塞を攻撃するためにペドロ4世王軍の前哨基地として使用された。14年後には軍事設備が取り除かれ、要塞としての地位が徐々に衰退していった。1953年には要塞が修復・再建され、ポウサーダ（宿屋）としての設備の追加が試みられた。
1981年以降には建物の修復が行われ、要塞機能が強化されて訪問者にとって安全な場所となった。夏季には要塞が公衆に開かれており、ガイドによる案内が行われる。「ベルレンガ公爵」という通称を持つ高さ29mのベルレンガ群島灯台は1841年に建設された。20世紀後半には太陽電池パネルが設置され、50km先までの範囲に光を供給している。
1974年のカーネーション革命前には、ベルレンガ群島の王様になると決めた人物を主人公とした『O Rei das Berlengas』（ベルレンガ群島の王様）というコメディ映画が製作された。この映画が理由で、ベルレンガ群島に近いポルトガル本土の町の住民や観光客などが、冗談交じりにポルトガルからのベルレンガ群島の独立を主張し、自らがベルレンガ群島の王/王妃/住民であると主張することがある。
ユネスコの自然科学セクターである人間と生物圏計画（MAB）は、2011年にドレスデンで開催された会議でユネスコエコパーク（World Network of Biosphere Reserves）（WNBR）にベルレンガ群島を選出した。

## ギャラリー

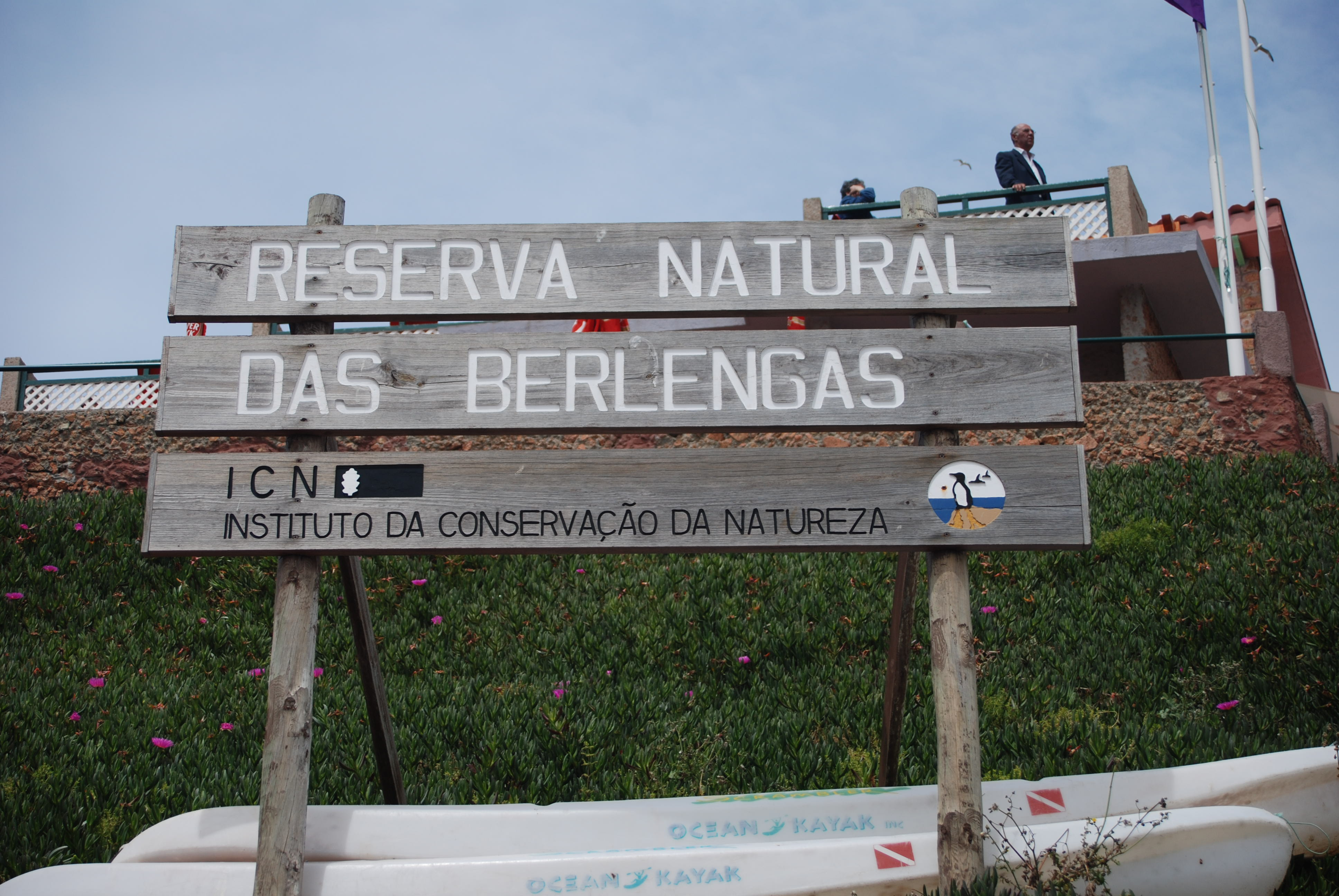
ベルレンガ自然保護区の看板
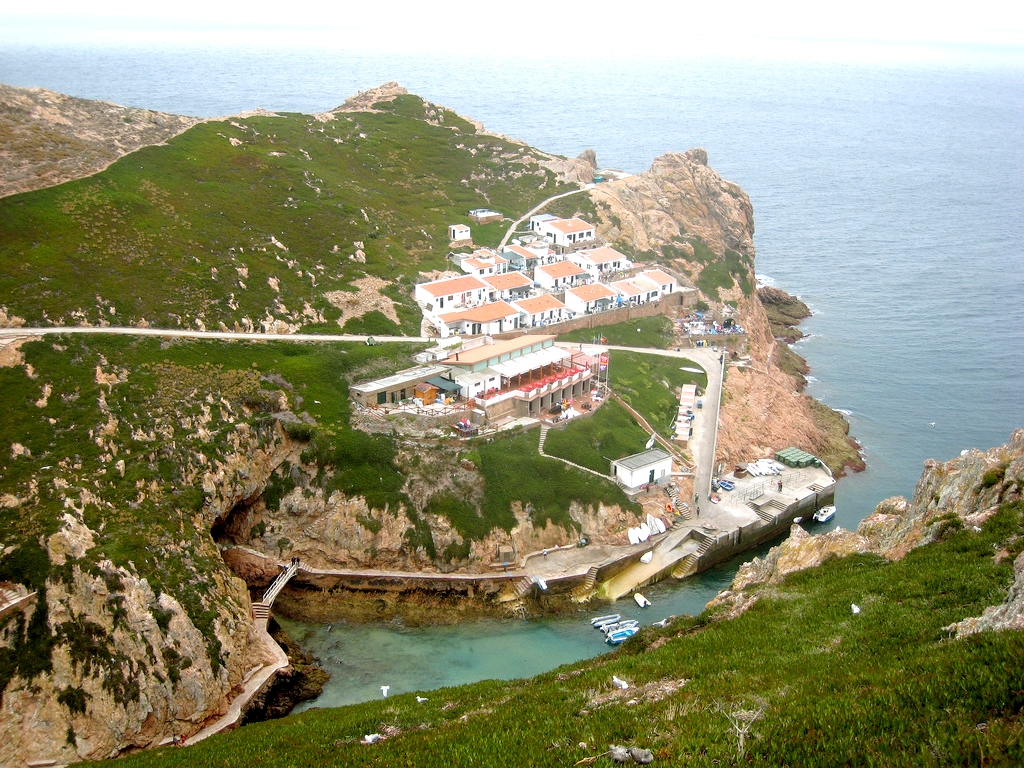
群島唯一の集落であるペスカドーレス地区
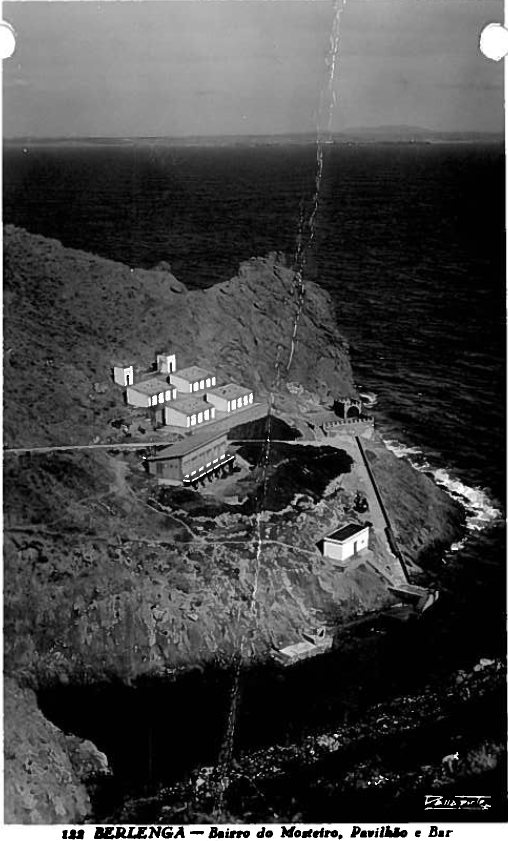
ペスカドーレス地区の古い写真（撮影年不明）
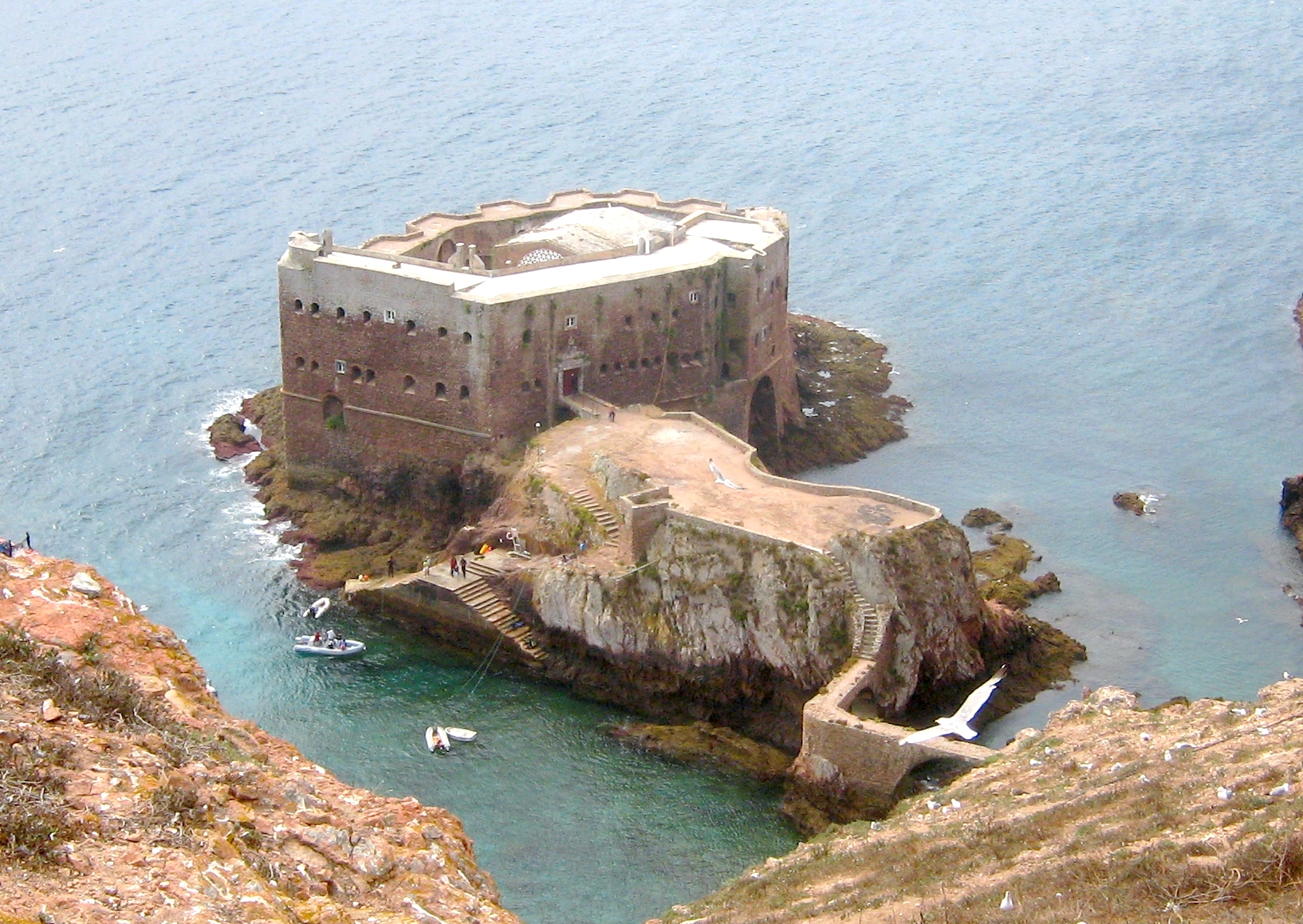
サン・ジョアン・バプティスタ要塞
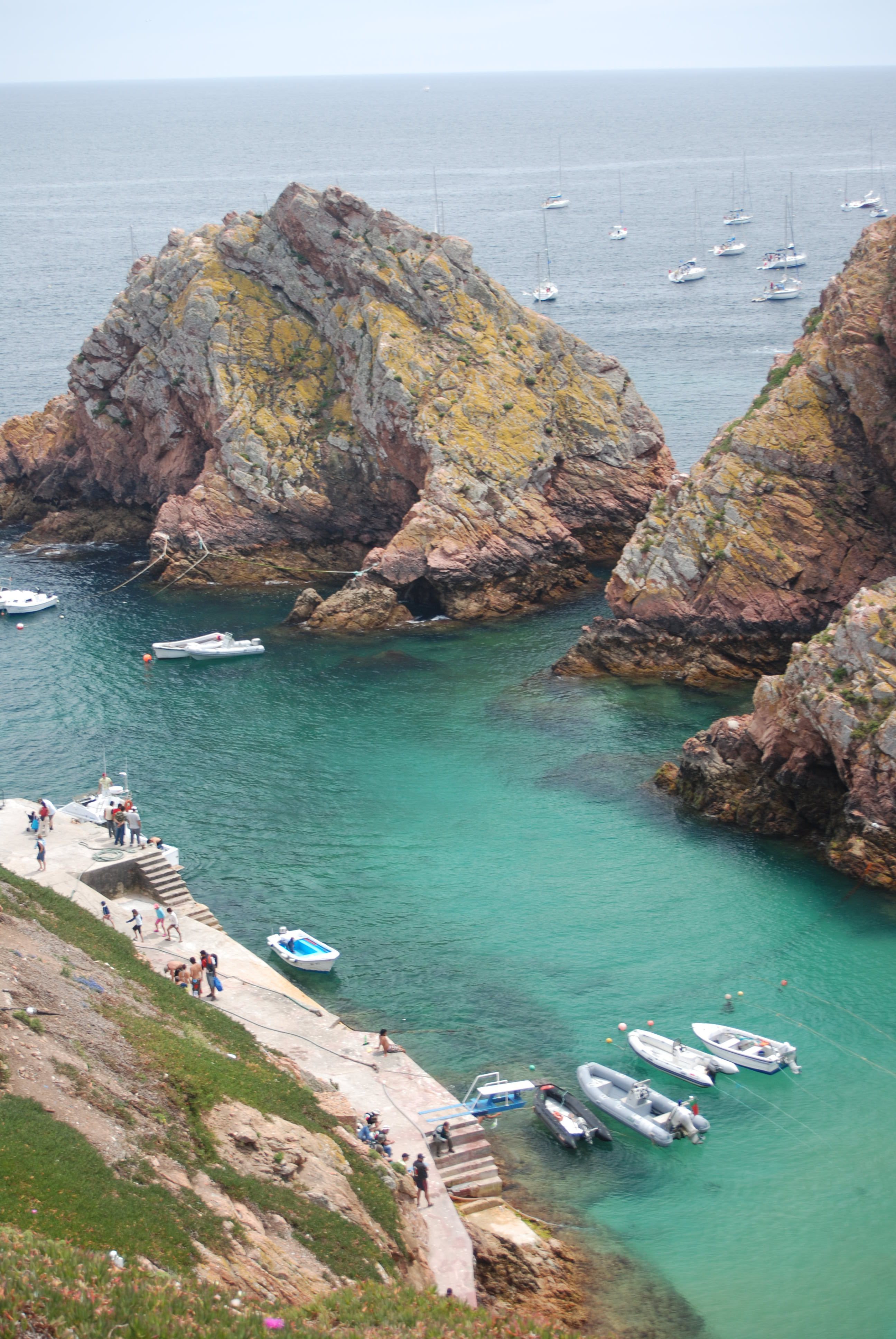
ペスカドーレス地区の船着き場
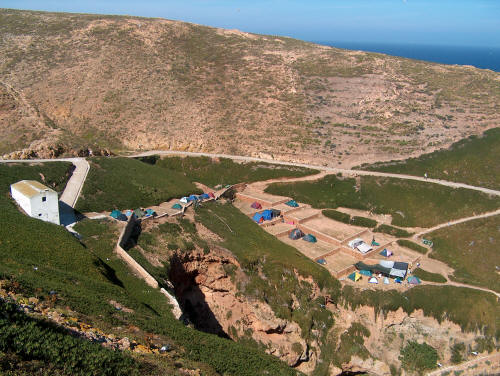
群島内のキャンプ地
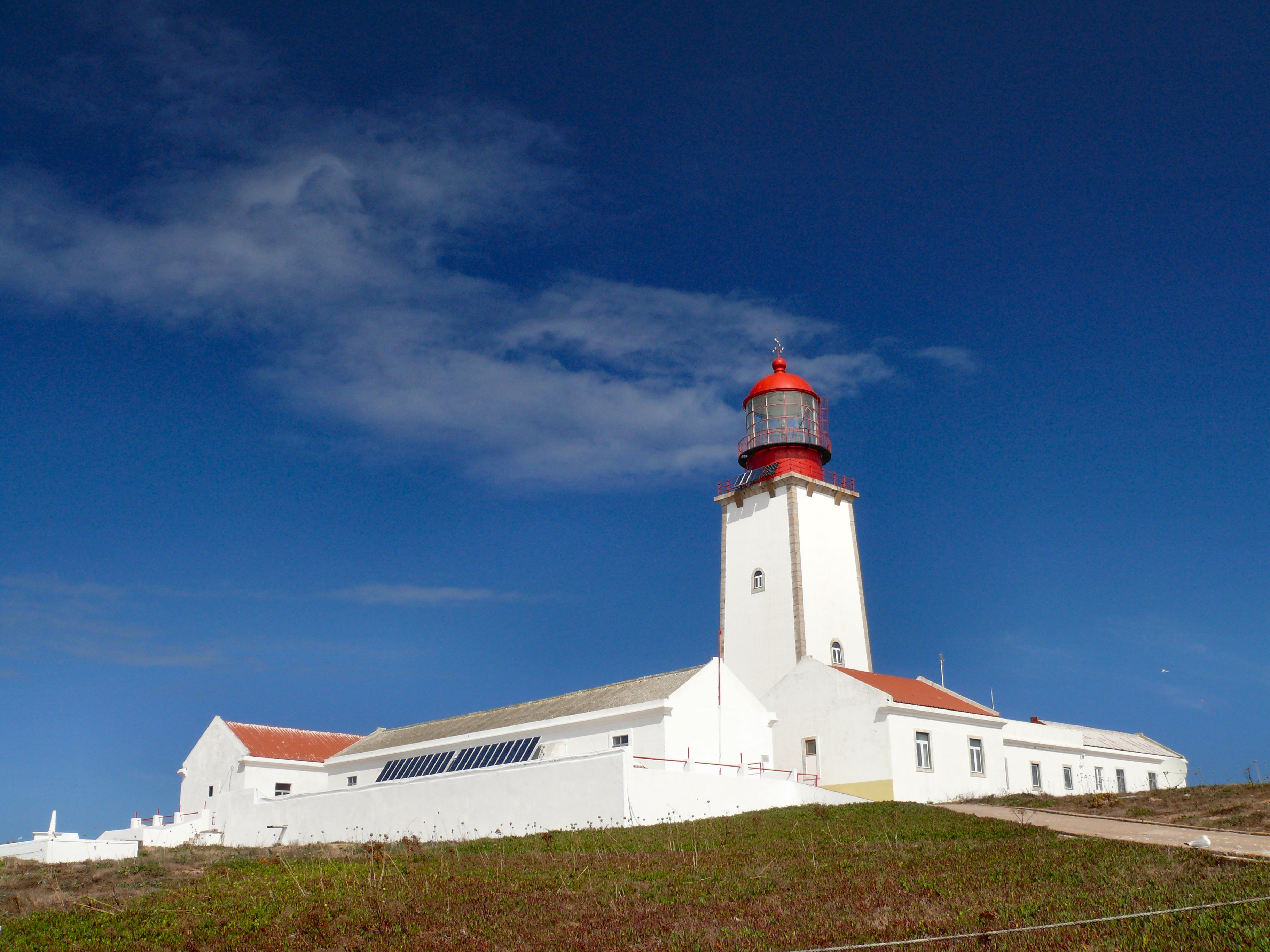
ベルランガ群島灯台